# Paul Cavanagh
Paul Cavanagh (Chislehurst, Kent, 8 de desembre de 1888 − Londres, 15 de març de 1964) va ser un actor cinematogràfic anglès.
Nascut a Chislehurst, Anglaterra, es va educar en Cambridge, on va estudiar dret. Més endavant es va traslladar al Canadà entrant a formar part de la Policia Muntada del Canadà. Després de servir a la Primera Guerra Mundial, va tornar al Canadà i, més endavant, va anar a viure novament al Regne Unit, on va exercir dret.
Després d'una ratxa de mala sort el 1924 per la qual va perdre tots els seus estalvis, va decidir treballar en el teatre, passant més tard al cinema, mitjà en el qual va actuar en més de 100 produccions entre 1928 i 1959.
Paul Cavanagh morir el 1964 a Londres, Anglaterra, a causa d'un infart agut de miocardi. Va ser enterrat en el Cementiri Lorraine Park de Baltimore, Maryland (Estats Units).

## Filmografia seleccionada
- Grumpy (1930)
- The Storm (1930)
- The Squaw Man (El pròfug) (1931)
- A Bill of Divorcement (1932)
- Tonight Is Ours (Reina de l'amor) (1933)
- El cas de l'assassinat al Club Caní (The Kennel Murder Case) (1933)
- Tarzan i la seva companya (Tarzan and His Mate) (1934)
- Goin' to Town (1935)
- Champagne Charlie (1936)
- I Take This Woman (1940)
- Shadows on the Stairs (1941)
- Adventure in Iraq (1943)
- The Scarlet Claw (1944)
- Marriage Is a Private Affair (1944)
- The House of Fear (1945)
- Sherlock Holmes i la dona de verd (The Woman in Green) (1945)
- Nit i dia (Night and Day) (1946)
- Deshonrada (Dishonored Lady) (1947)
- Madame Bovary (1949)
- Rogues of Sherwood Forest (El temible Robin Hood) (1950)
- The Strange Door (1951)
- Plymouth Adventure (1952)
- Els crims del museu de cera (House of Wax) (1953)
- The Mississippi Gambler (1953)
- Port Sinister (1953)
- La gran nit de Casanova (Casanova's Big Night) (1954)
- Magnificent Obsession (1954)
- The Scarlet Coat (1955)
- Jungle Jim (1955-1956, sèrie televisiva per a la qual en nou episodis fidels el Comissionat Morrison)
- Diane (1956)
- The Four Skulls of Jonathan Drake (1959)